# Avia (association)
Pour les articles homonymes, voir Avia.
L'Association pour la valorisation de l’industrie aéronautique (Avia) est un organisme privé français créé en 1930 par l’ingénieur Pierre Massenet dans le but de promouvoir le vol à voile en France et d’encourager la création de planeurs. Outre l’organisation de manifestations diverses, comme le concours vélivole de La Banne d'Ordanche, Avia se dote donc d’un bureau d’études dirigé par l’ingénieur Raymond Jarlaud. Il est assisté par le pilote Éric Nessler, Roger Cartier ou Max Gasnier. Entre 1930 et 1935 Avia a produit neuf modèles de planeurs différents qui ont été construits soit chez des sous-traitants soit par les clubs.

## Liste des planeurs Avia
- Avia X-A : Planeur d'entrainement monoplace (1930), copie du Zögling allemand.
- Avia XI-A : Planeur d'entrainement monoplace (1930), copie du Zögling allemand.
- Avia XV-A : Planeur d'entrainement monoplace (1930). Contrairement à ses prédécesseurs, le pilote était installé dans une courte nacelle carénée.
- Avia XX-A : Planeur d'entrainement biplace dont les essais ont débuté à Beynes-Thiverval le 11 décembre 1932.
- Avia 30E : Planeur d'entrainement monoplace (1935).
- Avia 32E : Planeur de compétition monoplace (1932).
- Avia 40P : Planeur de compétition monoplace qui a effectué son premier vol le 30 juin 1935. C'était un monoplan à aile haute et poste de pilotage fermé. L'exemplaire n°19 est exposé au Musée de l'Air et de l'Espace.
- Avia 41P : Planeur de compétition monoplace. Monoplan à aile haute construit entièrement en bois, il a effectué son premier vol le 7 décembre 1932. L'exemplaire n°3 est exposé au Musée de l'Air et de l'Espace.
- Avia 50 : Motoplaneur monoplace (1934) imaginé par Maurice Brochet et perfectionné par Raymond Jarlaud. Premier vol le 17 mai 1934.
- Avia 60 : Projet non réalisé de motoplaneur à aile basse contreventée de grand allongement[1] (1933).